# Trichomyia brochata
Trichomyia brochata är en tvåvingeart som beskrevs av Quate 1957. Trichomyia brochata ingår i släktet Trichomyia och familjen fjärilsmyggor.
Artens utbredningsområde är Madagaskar. Inga underarter finns listade i Catalogue of Life.